# Стефан Влахов-Мицов
Стефан Влахов-Мицов е български ренегат, краен македонист. Влахов-Мицов е писател и общественик, а също и преподавател в Института по национална история в Скопие, Северна Македония.

## Биография
Роден е през 1956 година в Габрово, където завършва математическата гимназия. Твърди, че по майчина линия е с македонски произход, а по бащина е с влашко и куманско потекло. През 1980 г. завършва история и реторика в Софийския държавен университет. Защитава докторат на тема „Общуване и представи на българите в света /до Възраждането/“. Научен сътрудник във Философския факултет на СУ „Св. Климент Охридски“ от 1984 до 2004 г. През 1988 г. специализира в Ленинград, СССР. Има редица публикации и участия в българския печат и електроните медии и е автор на много книги, като първата, която го прави известен е „Кой уби Ботев“ от 1994 година, където е защитена версията, че войводата е бил убит от свои четници. Според Мицов, тази книга и разкритието което прави, променя мирогледа му изцяло. През 1997 година публикува книгата „20 век предстои. Илюзиите на човешкия род“ в която отрича значението на основни морални ценности и защитава тезата за създаването на живота на Земята от извънземни.
Председател е на Съюза на свободните писатели в България, като през 2015 година членуващата в управителния съвет потомка на възрожденски род Божидара Цекова напуска съюза в знак на протест против македонистката идеология на Влахов-Мицов. На отбелязването на 25-ата годишнина от създаването на организацията през септември същата година Влахов заявява, че една от „моралните граници“ на съюза е отхвърлянето на национализма, защото опартизанявал писателя. Член е на Съюза на българските журналисти и на Международната организация на журналистите. През 2006 година името му се свърза със скандала около учредителното събрание на македонистката партия ОМО „Илинден – Пирин“. Един ден след събранието – на 26 юни 2006 година, Влахов официално заявява, че не е присъствал на учредителния конгрес и няма участие в основаването на партията. Често публикува статии в печата в Северна Македония по македонския въпрос, в които яростно защитава македонистки тези, насаждайки омраза и презрение спрямо България. Нерядко фалшифицира историята на България, като използва расистка и шовинистична реторика. Същият митологизира северномакедонците като народ с месианска роля в историята.
Той е дългогодишен главен секретар на Дружеството за българо-македонско приятелство. Пръв ръководител е и на Културно-информационния център на Северна Македония в София от 2005 до 2007 г. Между 2007 и 2011 г. е завеждащ връзки с обществеността в посолството на тогавашната Република Македония в София. По-късно, Влахов-Мицов е прехвърлен в Скопие, където със съдействието на тогавашния премиер Бранко Цървенковски получава държавен апартамент и е назначен в Института за национална история. Мицов работи в института последователно като ст. научен сътрудник, доцент и понастоящем е професор. От лятото на 2017 година е зам. председател на маргиналната партия „Народно Движение за Македония“, която на 23 януари 2018 година е преименувана по подражание на руската управляваща партия на „Единна Македония“. За нейна основна програмна цел е обявено присъединяване на страната към Евразийския съюз. На 6 октомври същата година е изключен от партията по обвинение, че я е подкопавал отвътре, като е внедрен в нея като дългогодишен агент на македонските тайни служби. В последната му издадена книга, излязла в Северна Македония на 7 май 2021 година, озаглавена „Македонският феникс между унищожението и самоунищожението“ той нарича съседните на страната нации без сръбската „изкуствено създадени“, и ги обвинява в стремеж за унищожение на Македония и заявява, че „македонската нация“ би могла да преживее ново „Възраждане“ единствено при избухване на Трета световна война или най-малкото – на нова Балканска, в която да участва Русия. На 7 април 2023 година в „Ютюб“ канал качва клип в който заявява, че сърбо-българското съперничество от Освобождението до края на Втората световна било причинено от „слабостта“ на Сърбия, оправдавайки така сръбската пропаганда в Македония през периода 1912 – 1941 година.